# Criza academică
Criza academică este numele dat unei politici guvernamentale portugheze instigate în 1962 de regimul dictatorial portughez (Estado Novo) care a implicat boicotul și închiderea mai multor asociații și organizații studențești, inclusiv Secretariatul Național al Studenților Portughezi. Majoritatea membrilor acestei organizații erau militanți de opoziție, printre care mulți comuniști. Activiștii politici care erau împotriva regimului erau în mod obișnuit cercetați și persecutați de către PIDE-DGS poliția secretă și, în funcție de gravitatea infracțiunii, erau trimiși la închisoare sau transferați de la o universitate la alta pentru a destabiliza rețelele de opoziție și organizările lor ierarhice. 
Studenții au răspuns cu demonstrații care au culminat pe 24 martie cu o uriașă demonstrație studențească la Lisabona, care a fost puternic suprimată de poliție și în urma căreia au rezultat sute de studenți răniți. Imediat după aceea, studenții au început o grevă care a devenit o marcă a rezistenței împotriva regimului. Acest eveniment a fost numit Criza academică (în portugheză Crise Académica). 
Marcelo Caetano, membru distins al regimului Estado Novo și reputat profesor la Facultatea de Drept a Universității din Lisabona, a fost al nouălea rector al Universității din Lisabona începând cu 1959, dar criza academică din 1962 l-a determinat să demisioneze după ce studenții protestatari s-au ciocnit cu poliția din campusul universității. Caetano va fi numit succesorul lui António de Oliveira Salazar, mentorul și liderul Estado Novo, în 1968. 
Cu toate acestea, între 1945 și 1974, la Universitatea din Coimbra și în alte universități au existat trei generații de militanți ai dreptei radicale, ghidați de un naționalism revoluționar influențat parțial de subcultura politică a neofascismului european. Nucleul luptei acestor studenți radicali a stat într-o apărare fără compromisuri a Imperiului Portughez în zilele regimului autoritar.
După Revoluția Garoafelor din 1974, 24 martie va deveni Ziua Națională a Studenților, fiind sărbătorită în fiecare an, în principal de studenți. 